# Paraleptospora
Paraleptospora is een geslacht van schimmels behorend tot de familie Phaeosphaeriaceae. De typesoort is Paraleptospora chromolaenae.

## Soorten
Volgens Index Fungorum telt het geslacht twee soorten (peildatum februari 2022):
| Soortnaam                      | Auteur(s)          | Publicatiejaar |
| ------------------------------ | ------------------ | -------------- |
| Paraleptospora chromolaenae    | Mapook & K.D. Hyde | 2020           |
| Paraleptospora chromolaenicola | Mapook & K.D. Hyde | 2020           |